# Lamballe Communauté
Die Lamballe Communauté ist ein ehemaliger französischer Gemeindeverband mit der Rechtsform einer Communauté de communes im Département Côtes-d’Armor in der Region Bretagne. Der Gemeindeverband wurde am 31. Dezember 2000 gegründet und bestand aus 17 Gemeinden. Der Verwaltungssitz befand sich im Ort Lamballe.

## Historische Entwicklung
Mit Wirkung vom 1. Januar 2017 wurde der Gemeindeverband mit anderen Verbänden fusioniert und damit die Nachfolgeorganisation Communauté de communes Lamballe Terre et Mer gebildet.

## Ehemalige Mitgliedsgemeinden
1. Andel
2. Bréhand
3. Coëtmieux
4. Hénansal
5. Lamballe
6. Landéhen
7. La Malhoure
8. Meslin
9. Morieux
10. Noyal
11. Penguily
12. Pommeret
13. Quintenic
14. Saint-Glen
15. Saint-Rieul
16. Saint-Trimoël
17. Trébry